# Јусићи (Зворник)
Јусићи су насељено мјесто у општини Зворник, Република Српска, БиХ. Према попису становништва из 1991. у насељу је живјело 500 становника.

## Становништво
| Демографија | Демографија | Демографија |
| Година      | Становника  | Становника  |
| ----------- | ----------- | ----------- |
| 1948.       | 183         |             |
| 1953.       | 222         |             |
| 1961.       | 229         |             |
| 1971.       | 294         |             |
| 1981.       | 543         |             |
| 1991.       | 501         |             |